# Ian Steedman
Ian Steedman (* 1941 in London) ist ein englischer Ökonom, emerit. Professor der Manchester Metropolitan University und seit 2009 Ehrenmitglied der European Society for the History of Economic Thought.
Er beschäftigt sich mit der ökonomischen Theorie sowie der Geschichte des ökonomischen Denkens. Sein Werk Marx after Sraffa (1971) sowie seine zahlreichen Zeitschriftenbeiträge haben die Marxsche Theorie vom theoretischen Standpunkt Sraffas aus beleuchtet.
Daneben hat Steedman Bücher über den internationalen Handel verfasst. Gemeinsam mit Stan Metcalfe zeigte er, dass das Heckscher-Ohlin-Samuelson-Theorem nicht aufrechterhalten werden kann, sobald man heterogene Güter zulässt.
In mehreren Aufsätzen analysierte Steedman die Kapitaltheorie von Ökonomen wie William Stanley Jevons und Friedrich August von Hayek und wies nach, dass deren Thesen nur unter ganz besonderen Bedingungen zutreffen.
Steedman untersuchte, wie Erik Robert Lindahl, Hayek, Kenneth Arrow, Debreu und Malinvaud in ihren theoretischen Darstellungen mit dem Begriff der Zeit umgehen. In seinem Buch über Zeit und Konsumtheorie entdeckte Steedman den wichtigen Beitrag von Hermann Heinrich Gossen wieder.

## Veröffentlichungen
- Marx After Sraffa. Verso Books, 1981, ISBN 0-86091-747-9. Nachtrag.
- Trade amongst Growing Economies. Cambridge University Press, 1980, ISBN 0-521-22671-6.
- Socialism and Marginalism in Economics 1870-1930. Routledge Chapman & Hall, 1995, ISBN 0-415-13079-4.
- Consumption Takes Time: Implications for Economic Theory. Routledge Chapman & Hall, Neuauflage 2006, ISBN 0-415-40638-2.
- Discussion Papers in Economics.
- Long Run Demand for Labour in the Consumer Good Industry. Metroeconomica, Vol. 57, No. 2, S. 158–164, May 2006.
- On ‘Measuring’ Knowledge in New (Endogenous) Growth Theory. (PDF; 116 kB)